# Syndrome de Pickwick
Pour les articles homonymes, voir Pickwick.
 Mise en garde médicale
Le syndrome de Pickwick ou syndrome obésité-hypoventilation est une affection dans laquelle les individus obèses sont incapables de respirer assez rapidement et profondément, provoquant par conséquent un niveau faible de pression sanguine et un haut niveau de dioxyde de carbone (CO2) (hypercapnie). Le traitement repose principalement sur la perte de poids.

## Signes et symptômes
On distingue le syndrome de Pickwick et le syndrome d'apnée obstructive du sommeil. Dans le syndrome de Pickwick, il y a association :
- d'une obésité majeure supérieure à 120 kg ;
- de trouble du sommeil avec apnée du sommeil ;
- d'une somnolence diurne marquée ;
- d'une diminution de la ventilation pulmonaire due à une obstruction de la trachée par la graisse (puis hypoxie et hypercapnie entrainant cyanose et polyglobulie et éventuellement une défaillance cardiaque droite).

On distingue le type Burwell qui évolue vers une insuffisance cardio-respiratoire droite, du type Joe dominé par les troubles du sommeil.

## Histoire
Le syndrome de Pickwick a été décrit en 1956 par C.S.Burwell et ses collaborateurs. Ils comparent alors la maladie du personnage des romans de Dickens, au syndrome d'obésité extrême associée à l'hypoventilation alvéolaire auquel ils donnent le nom de syndrome pickwickien.
En 1837, Dickens publie en feuilleton ce qui deviendra un roman publié sous le titre The Pickwick Papers (Les Papiers posthumes du Pickwick Club). Un des personnages de ce livre, prénommé Fat Joe, est le domestique de Mr Wardle, gentilhomme rural, propriétaire de Manor Farm à Dingley Dell. Dickens le décrit comme une curiosité de la nature, un jeune garçon étonnamment gras, rougeaud, goinfre, mais surtout atteint d'une somnolence invincible, incontrôlable : à tout moment, même en parlant, il s'assoupit et se met à ronfler doucement, menton sur la poitrine.

## Traitement
Le traitement repose sur une perte de poids et la prise en charge des différentes conséquences du syndrome.